# آنتونیو ایساسی-ایساسمندی
آنتونیو ایساسی-ایساسمِندی (اسپانیایی: Antonio Isasi-Isasmendi‎؛ زادهٔ ۲۲ مارس ۱۹۲۷ – درگذشتهٔ ۲۸ سپتامبر ۲۰۱۷) یک کارگردان، فیلم‌نامه‌نویس، تهیه‌کننده و تدوین‌گر اهل اسپانیا بود. در سال ۱۹۸۱، او عضو هیئت داوران سی و یکمین جشنواره بین‌المللی فیلم برلین بود.
او در سال ۱۹۹۹ میلادی به پاسِ خدماتش به هنر سینما، برندهٔ جایزه گویای افتخاری شد.